# Coax Me
Coax Me è un film muto del 1919 diretto da Gilbert P. Hamilton e interpretato da June Elvidge e Earl Metcalfe.
Anche se fonti contemporanee affermano che il film si basa su un lavoro teatrale, non sono disponibili informazioni su una possibile origine teatrale.

## Produzione
Il film fu prodotto dalla World Film con il titolo di lavorazione A Tangled Romance.

## Distribuzione
Il copyright del film, richiesto dalla World Film Corp., fu registrato il 7 agosto 1919 con il numero LU14042.
Distribuito dalla World Film, il film uscì nelle sale cinematografiche statunitensi il 4 agosto 1919.